# In the Shade of the Old Apple Tree

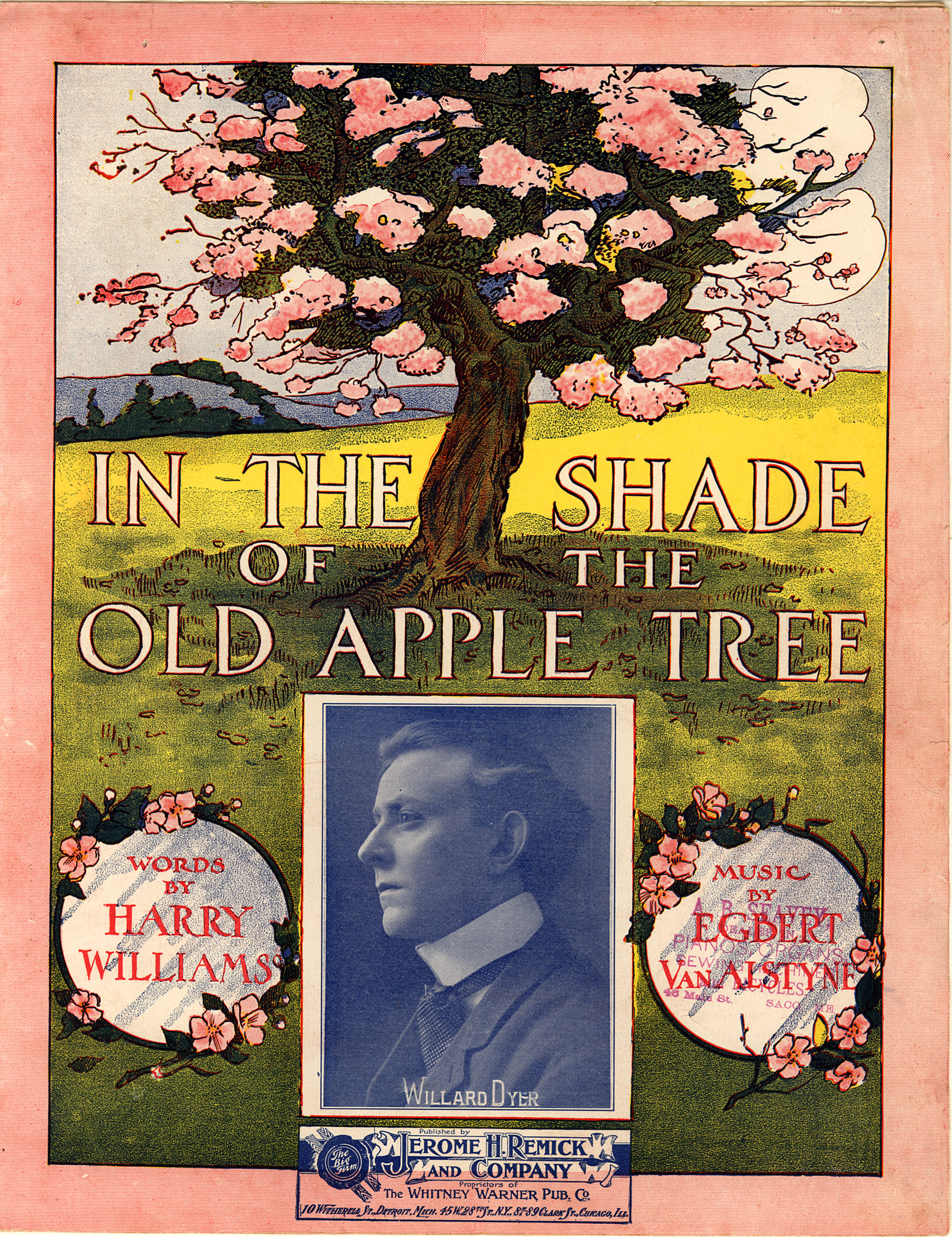
Capa de 1905

"In the Shade of the Old Apple Tree" é uma canção pop escrita por Egbert Van Alstyne (música) e Harry H. Williams pela parte da letra e publicada em 1905.
Outras gravações foram de Duke Ellington (Brunswick 6646, gravada em 15 de agosto de 1933), Louis Armstrong e The Mills Brothers (Decca 1495, gravado em 29 de junho de 1937) e Alma Cogan Bing Crosby incluiu a música em um medley em seu álbum On the Sentimental Side (1962). Billy Murray cantou também, no qual descreve passando pela casa de Maggie Jones, que lhe pede para pegar maças em troca de uma torta que planeja fazer.
Pode ser caracterizada com segurança como uma música altamente sentimental. Embora os versos (raramente ouvidos hoje em dia) forneçam explicações adicionais, fica claro que o escritor canta sobre um amor perdido:
In the shade of the old apple tree,
Where the love in your eyes I could see,
Where the voice that I heard,
Like the song of a bird,
Seemed to whisper sweet music to me,
I could hear the dull buzz of the bee
In the blossoms as you said to me,
"With a heart that is true,
"I'll be waiting for you,
In the shade of the old apple tree."

## Mídia
No filme O Mágico de Oz, na cena envolvendo as macieiras falantes que ficam bravas com Dorothy por colher maçãs delas, os acordes dessa música são ouvidos no sublinhado instrumental.
Da mesma forma, nos desenhos animados da Warner Bros., por exemplo, a melodia às vezes era invocada em sublinhado, quando árvores apareciam na tela. A música é mais apresentada no curta de Merrie Melodies, The Night Watchman (1938), onde um refrão completo da música é interpretado por três ratos.
No filme Blondie in Society (1941), uma cena envolve Blondie (Penny Singleton) cantando a música para seu showdog Dogue Alemão.
Na adaptação da série de TV Sumo Do, Sumo Don't no Disney+ (2022), uma versão dessa música é cantada durante os créditos finais, e várias versões instrumentais são tocadas durante os episódios